# Liste von Persönlichkeiten aus Bruzella
Diese Liste enthält in Bruzella im Kanton Tessin geborene Persönlichkeiten und solche, die in Bruzella ihren Wirkungskreis hatten, ohne dort geboren zu sein. Die Liste erhebt keinen Anspruch auf Vollständigkeit.

## Persönlichkeiten
(Sortierung nach Geburtsjahr)
- Künstlerfamilie Maggi. [1]

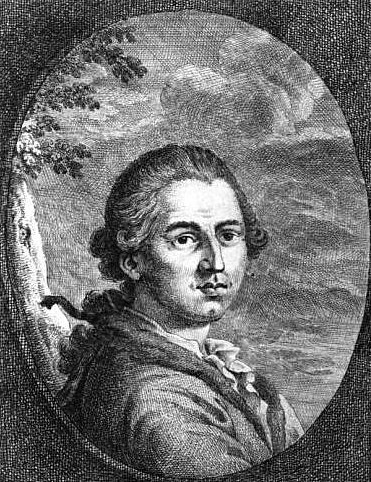
Carlo Luca Pozzi, um 1774

Francesco Pozzi, gemalt von seinem Sohn Domenico

  - Giacomo Antonio Maggi (* 1636 in Bruzella; † 1706 in České Budějovice), Architekt[1]
  - Pietro Maggi (* 1642 in Bruzella; † 1709 in České Budějovice), Architekt[1]
  - Pietro Maggi (* 1756 in Bruzella; † 1816 in Colonnella), Architekt

- Künstlerfamilie Pozzi. [2][3][4]
  - Pietro Pozzi (* um 1510 in Bruzella; † nach 1547 ebenda), als Dorfvorsteher (console) erwähnt[5]
  - Francesco Pozzi (1704–1789), Architekt, Maler, Stuckateur in Oberschwaben und in der Nordschweiz
  - Joseph Anton Pozzi (1732–1811), Stuckateur in Mannheim
  - Carlo Luca Pozzi (1734–1812), Bildhauer und Stuckateur in Brüssel und in Mannheim (1734–1812), Bruder von Giuseppe und Domenico Pozzi, er war tätig in der Bodenseeregion, der Nordschweiz, Belgien und Italien
  - Domenico Pozzi (* 3. August 1745 in Bruzella (heute Gemeinde Breggia); † 2. November 1796 in Riva San Vitale), Maler in Solothurn, Mannheim, Mailand, Genua[6][7][8][9]
  - Carlo Ignazio Pozzi (* 30. Juli 1766 in Mannheim; † 26. Juni 1842 in Dessau), Maler, Architekt, Bühnenbildner[4]
  - Maximilian Joseph Pozzi (1770–1842), Sohn von Joseph Anton, Bildhauer in Mannheim.

- Familie Bossi. [10][11]

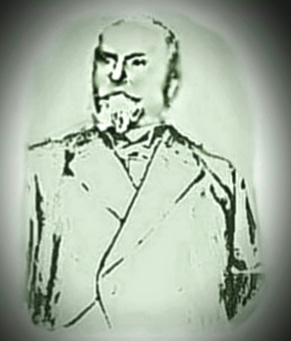
Emilio Bossi

  - Giovanni Paolo Bossi (* um 1435 in Bruzella; † 1474 in Pollegio ?), Augustinerorden, Freund von Papst Sixtus IV.[10]
  - Ettore Bossi (* um 1440 in Bruzella; † nach 1478 in Capolago ?), Kastlan von Capolago 1478[10]
  - Gian Battista Bossi (* um 1570 in Bruzella; † nach 1607 in Rom ?), Baumeister[10]
  - Antonio Giuseppe Bossi (* 12. September 1699 in Bruzella; † 14. August 1762 ebenda), Stuckateur und Bildhauer in Bayern[12]
  - Emilio Bossi genannt Milesbo (1870–1920), Jurist, Politiker
  - Bixio Bossi (1896–1990), Rechtsanwalt, Politiker, Tessiner Grossrat und Nationalrat

- Giovanni Pietro Magni (1655–1723/24), Stuckateur in Franken (Region)
- Ursula Stevens: Stammbaun der Familie Magni. In: tessinerkuenstler-ineuropa.ch. 2016, abgerufen am 19. November 2024.
- Benito Rossetti Bossi (* 1815 in Bruzella; † 1876 in Santiago de Chile), Sohn von Fernando Rossetti und Teresa Bossi, 1852 emigriert er in Chile, Unternehmer in der Marmorindustrie in Santiago, er begünstigte die Auswanderung seiner Neffen, der Brüder Giovanni, Ermenegildo, Giacomo und Pietro Ceppi von Morbio Superiore nach Santiago de Chile.[13][14]
- Alberto Nessi (* 1940), Schriftsteller. Sein Œuvre umfasst Lyrik, Prosa und Essays, er wohnt in Bruzella
- Alo Zanetta (* 5. September 1945 in Bruzella; † 31. Oktober 2013 in Mendrisio), Fotokünstler, Maler, Zeichner[15]
- Cio Zanetta (* 14. Oktober 1946 in Bruzella; † 26. Januar 2021 in Locarno), Maler, Zeichner, Bildhauer[16]